# منطقة أيياروادي
منطقة أيياروادي (بالإنجليزية: Ayeyarwady Region)‏ هي منطقة في ميانمار، بلغ عدد سكانها 6٬184٬829 نسمة، عاصمتها باثين، تبلغ مساحتها 35٬031٫88 كيلومتر مربع.

## الموقع
تشترك في الحدود مع:
- إقليم باغو.

## أعلام
- فوز مونغ
- يو ثانت